# Canton de Cloyes-sur-le-Loir
Le canton de Cloyes-sur-le-Loir est une ancienne division administrative française située dans le département d'Eure-et-Loir, en région Centre-Val de Loire.

## Géographie
Ce canton, situé au sud du département d'Eure-et-Loir, était organisé autour de Cloyes-sur-le-Loir dans l'arrondissement de Châteaudun. Son altitude variait de 91 m (Romilly-sur-Aigre) à 220 m (Arrou) pour une altitude moyenne de 146 m.

## Administration

### Conseillers généraux de 1833 à 2015
| Période         | Période          | Identité                                   | Étiquette         | Qualité                                                                                             |
| --------------- | ---------------- | ------------------------------------------ | ----------------- | --------------------------------------------------------------------------------------------------- |
| 1833            | 1836             | Duc Anne Charles François de Montmorency   |                   | Militaire, Pair de France, maire de Courtalain Commandant de la Garde Nationale d'Eure-et-Loir      |
| 1836            | 1852             | Armand-Jean-Louis-Henri, comte de Tarragon |                   | Propriétaire, maire de Flacey puis de Romilly-sur-Aigre, conseiller d'arrondissement                |
| 1852            | 1867             | Alexandre, comte de Valles                 |                   | Maire de Châtillon-en-Dunois                                                                        |
| 1867            | 1913             | Jules-André Gabriel Méritte (1829-1923)    | Républicain       | Propriétaire du château de Villemesle Maire de Boisgasson                                           |
| 1913            | 1940             | Jules Mitton                               | Rad.              | Ancien vétérinaire Député d'Eure-et-Loir (1929-1942) Maire de Courtalain                            |
|                 |                  |                                            |                   | |
| 1943            | 1945             | Albert Planchon                            | ?                 | Industriel Maire d'Autheuil Nommé conseiller départemental en 1943                                  |
|                 |                  |                                            |                   | |
| 1945            | 1951             | Albert de Schonen                          | DVD               | Diplomate, propriétaire à Paris                                                                     |
| 1951            | 1953 (démission) | Yves Henri Hervé (1903-1969)               | Rad.              | Maire de Cloyes-sur-le-Loir (1947-1969)                                                             |
| 1953            | 1956 (décès)     | Charles Brune                              | Rad.              | Ancien vétérinaire, ancien conseiller général du canton de Chartres-Sud, ancien ministre            |
| 25 mars 1956    | 1963 (décès)     | Raymond Ernest Mérillon (1902-1963)        | Rad.              | Ingénieur agronome Maire d'Arrou (1953-1963)                                                        |
| 27 octobre 1963 | 1976             | Maurice Dourdan (1920-2014)                | RI                | Maire d'Arrou (1963-1989)                                                                           |
| 1976            | 1989 (décès)     | Raymond Maulny                             | MRG puis DVD      | Commerçant Maire de Saint-Hilaire-sur-Yerre                                                         |
| 1989            | 1999 (décès)     | Hubert Quentin                             | RPR               | Agriculteur-éleveur retraité Maire de Saint-Pellerin                                                |
| 1999            | 2015             | Claude Térouinard                          | DVD puis GAEL-UMP | Chef d'entreprise dans l'immobilier Maire de Châtillon-en-Dunois Elu en 2015 dans le Canton de Brou |

### Conseillers d'arrondissement (de 1833 à 1940)
Le canton de Cloyes avait deux conseillers d'arrondissement.
| Période                                  | Période      | Identité                                   | Étiquette          | Qualité |
| ---------------------------------------- | ------------ | ------------------------------------------ | ------------------ | --- |
| 1833                                     | 1836         | Armand Jean Louis Henri, Comte de Tarragon |                    | Propriétaire à Romilly-sur-Aigre                                                                            |
| 1833                                     | 1839         | Jean Prévost (1768-1853)                   |                    | Propriétaire, maire de Montigny                                                                             |
| 1836                                     | 1848         | Pierre Bigot fils                          |                    | Propriétaire à Courtalain                                                                                   |
| 1839                                     | 1848         | Charles Touche                             |                    | Juge de paix à Cloyes                                                                                       |
|                                          |              |                                            |                    | |
|                                          | 1882 (décès) | Louis Thomas Bidault (1807-1882)           |                    | Meunier à Courtalain                                                                                        |
|                                          |              |                                            |                    | |
| 1913                                     | 1928         | Joseph Métrot                              | Union républicaine | Percepteur retraité, maire de Cloyes                                                                        |
| 1913                                     | 1928         | Eugène Charron                             | Union républicaine | Conseiller municipal de Langey                                                                              |
| 1928                                     |              | M. Gautier                                 | Radical            | |
| 1928                                     |              | M. Chaudun                                 | Radical            | |
| 1940                                     |              |                                            |                    | Les conseils d'arrondissement ont été suspendus par la loi du 12 octobre 1940 et n'ont jamais été réactivés |
| Les données manquantes sont à compléter. |              |                                            |                    | |

## Composition
Le canton de Cloyes-sur-le-Loir regroupait quinze communes et comptait 9 284 habitants (recensement de 1999 sans doubles comptes).
Ces communes se sont regroupées au sein d'une ancienne communauté de communes, la communauté de communes des Trois Rivières.
| Communes                | Population (2012) | Code postal | Code Insee |
| ----------------------- | ----------------- | ----------- | ---------- |
| Arrou                   | 1 770             | 28290       | 28012      |
| Autheuil                | 217               | 28220       | 28017      |
| Boisgasson              | 114               | 28220       | 28044      |
| Charray                 | 122               | 28220       | 28083      |
| Châtillon-en-Dunois     | 716               | 28290       | 28093      |
| Cloyes-sur-le-Loir      | 2 636             | 28220       | 28103      |
| Courtalain              | 558               | 28290       | 28115      |
| Douy                    | 447               | 28220       | 28133      |
| La Ferté-Villeneuil     | 410               | 28220       | 28150      |
| Langey                  | 315               | 28220       | 28204      |
| Le Mée                  | 209               | 28220       | 28241      |
| Montigny-le-Gannelon    | 426               | 28220       | 28262      |
| Romilly-sur-Aigre       | 465               | 28220       | 28318      |
| Saint-Hilaire-sur-Yerre | 560               | 28220       | 28340      |
| Saint-Pellerin          | 319               | 28290       | 28356      |

## Démographie
| 1962  | 1968  | 1975  | 1982  | 1990  | 1999  | 2006  | 2011  | 2012  |
| ----- | ----- | ----- | ----- | ----- | ----- | ----- | ----- | ----- |
| 9 834 | 9 373 | 8 985 | 9 176 | 9 187 | 9 284 | 9 337 | 9 665 | 9 693 |